# Josh Ritter
Josh Ritter – amerykański autor tekstów i piosenkarz. Jego utwory zaliczane są do gatunku alt-country.

## Życiorys
Joshua Ritter urodził się w Moscow, w stanie Idaho, 21 października 1976, jako syn dwojga neurobiologów. W wieku 18 lat Josh usłyszał piosenkę Boba Dylana i Johnny’ego Casha: "Girl From the North Country" z płyty należącej do jego rodziców i spróbował pisać własne utwory, używając lutni zbudowanej przez jego ojca. Potem kupił swoją pierwszą gitarę w pobliskim Kmart, na której sam nauczył się grać.
Josh rozpoczął Oberlin College z zamiarem pójścia w ślady rodziców naukowców, ale zamiast tego zaczął pisać piosenki i odkrył muzykę Gillian Welch, Townes Van Zandt, i Leonarda Cohena. W wieku 21 lat nagrał w szkolnym studio swoją pierwszą płytę: "Josh Ritter". Ukończył szkołę i na 6 miesięcy wyjechał do szkockiej School of Scottish Folk Studies. 
Po powrocie do USA i krótkim pobycie w rodzinnym Idaho, przeprowadził się do Providence, Rhode Island, woląc bliskie sąsiedztwo takich kultowych folk-klubów, jak „Club Passim” w Bostonie. Pracując dorywczo, występował podczas nocy „open mic”. Wyprawa do Irlandii zaowocowała zwiększeniem sprzedaży płyt i umożliwiła Joshowi porzucenie dorywczych zajęć i skupienie się na tworzeniu muzyki.
W 2002 roku, w różnych malutkich studiach na Wschodnim Wybrzeżu, przy budżecie 1000$, nagrał swój przełomowy, dobrze przyjęty przez krytykę album: "Golden Age of Radio". Spotkanie Jima Olsena - szefa niezależnej wytwórni płytowej Signature Sounds - zaowocowało zremasterowaniem i ponownym wydaniem tego long-playa. W Irlandii został wydany singiel „Me & Jiggs”, co przyniosło Ritterowi duży sukces.
Trzeci album Josha: "Hello Starling" wspiął się na 2 miejsce irlandzkiej listy przebojów.
Wzruszającym momentem dla wszystkich jego irlandzkich fanów był występ na Vicar Street w Dublinie, na krótko przed Bożym Narodzeniem 2004, kiedy Josh podziękował Irlandii i zespołowi The Frames: „Dzięki wam mogę porzucić zarabianie na chleb i skoncentrować się na muzyce”. To właśnie The Frames, z którymi występował w Irlandii, przyczynili się do wzrostu jego popularności na Zielonej Wyspie - w 2001 roku występując w Bostonie, wokalista Glen Hansard zauważył Josha i zaprosił go na wspólną trasę koncertową.

## Dyskografia
Josh nagrał i wydał sześć albumów (5 studyjnych i jeden live) oraz pięć EP-sów:
Płyty długogrające:
- Josh Ritter (2000)
- Golden Age of Radio (2001)
- Hello Starling (2003)
- The Animal Years (2006)
- In The Dark: Live At Vicar Street (2006)
- The Historical Conquests of Josh Ritter (2007)
- So Runs the World Away (2010)

Minialbumy (E.P.)
- Come and Find Me EP (2003)
- 4 Songs Live E.P. (2005)
- Girl In The War E.P. (2006)
- Good Man E.P. (2006)
- Live at the 9.30 Club (2008)
- Live At The Record Exchange E.P (2008)

Single:
- „Hello Starling (Snow Is Gone)” (31 maja 2004, Wielka Brytania)
- „Man Burning” (2004, tylko w Irlandii)
- „Thin Blue Flame” (2005, tylko w USA)
- „Girl in the War” (11 kwietnia 2006)
- „Lillian, Egypt” (29 maja 2006, Wielka Brytania)
- „Wolves” (25 lipca 2006)
- „Mind’s Eye” (15 października 2007)
- „Right Moves” (17 grudnia 2007)
- „Empty Hearts” (31 marca 2008)